# Cratere Diment
Diment è un cratere sulla superficie di Ganimede.